# Sonja Lapajne Oblak
Sonja Lapajne Oblak (15 juillet 1906 - 29 septembre 1993) est une architecte slovène. Elle est la première femme slovène à obtenir un diplôme d'ingénieur civil de la Faculté de technologie de Ljubljana et la première femme urbaniste de Slovénie. Elle est également combattante partisane pendant la Seconde Guerre mondiale et survit à son incarcération au camp de concentration de Ravensbruck, avant de participer à la reconstruction de la Yougoslavie dans l'après-guerre.

## Biographie

### Enfance et formation
Sonja Lapajne naît à Šentvid pri Ljubljani en 1906 et est baptisée Zofija-Sonja, Ses parents sont Antonija et Živko Lapajne, son père est un éminent médecin spécialisé dans le traitement de la tuberculose  et le travail de santé publique, notamment à la tête d'un institut d'hygiène s'intéressant à l'eugénisme après la Première Guerre mondiale.
Elle devient la première femme slovène à obtenir un diplôme d'ingénieur civil de la Faculté de technologie de Ljubljana en 1932.

### Carrière
De 1934 à 1943, elle travaille comme ingénieur en structure pour le département technique de l'administration royale de la province de Drava Banate à Ljubljana, supervisant la construction des bâtiments prévus par l'État à l'époque. Elle collabore avec d'éminents architectes de l'époque, Jože Plečnik, Emil Navinšek, Vinko Glanz et Edvard Ravnikar. Elle calcule le premier bâtiment scolaire en béton armé sans couloir au monde, conçu par l'architecte Navinsek en 1936.
Elle travaillé sur les calculs statiques pour la construction de bâtiments en béton armé et a supervisé leur réalisation. Les bâtiments sur lesquels elle a travaillé comprenaient le lycée Gimnazija Bezigrad de Ljublijana, la galerie d'art moderne et la bibliothèque nationale et universitaire, ainsi que l'hôtel King à Rogaška Slatina.

## Seconde Guerre mondiale
En 1941, elle rejoint le Narodnoosvobodilni boj (NOB), le mouvement de libération nationale et de résistance du peuple yougoslave contre les occupants pendant la Seconde Guerre mondiale, dirigé par le Parti communiste de Yougoslavie (KPJ) sous la direction de Josip Broz-Tito.
En 1943, elle est secrétaire du parti du Front de libération, mais est capturée et emprisonnée par les Italiens. Après la capitulation italienne, elle est nternée dans le camp de concentration allemand de Ravensbrück, où elle reste jusqu'à la fin de la guerre.

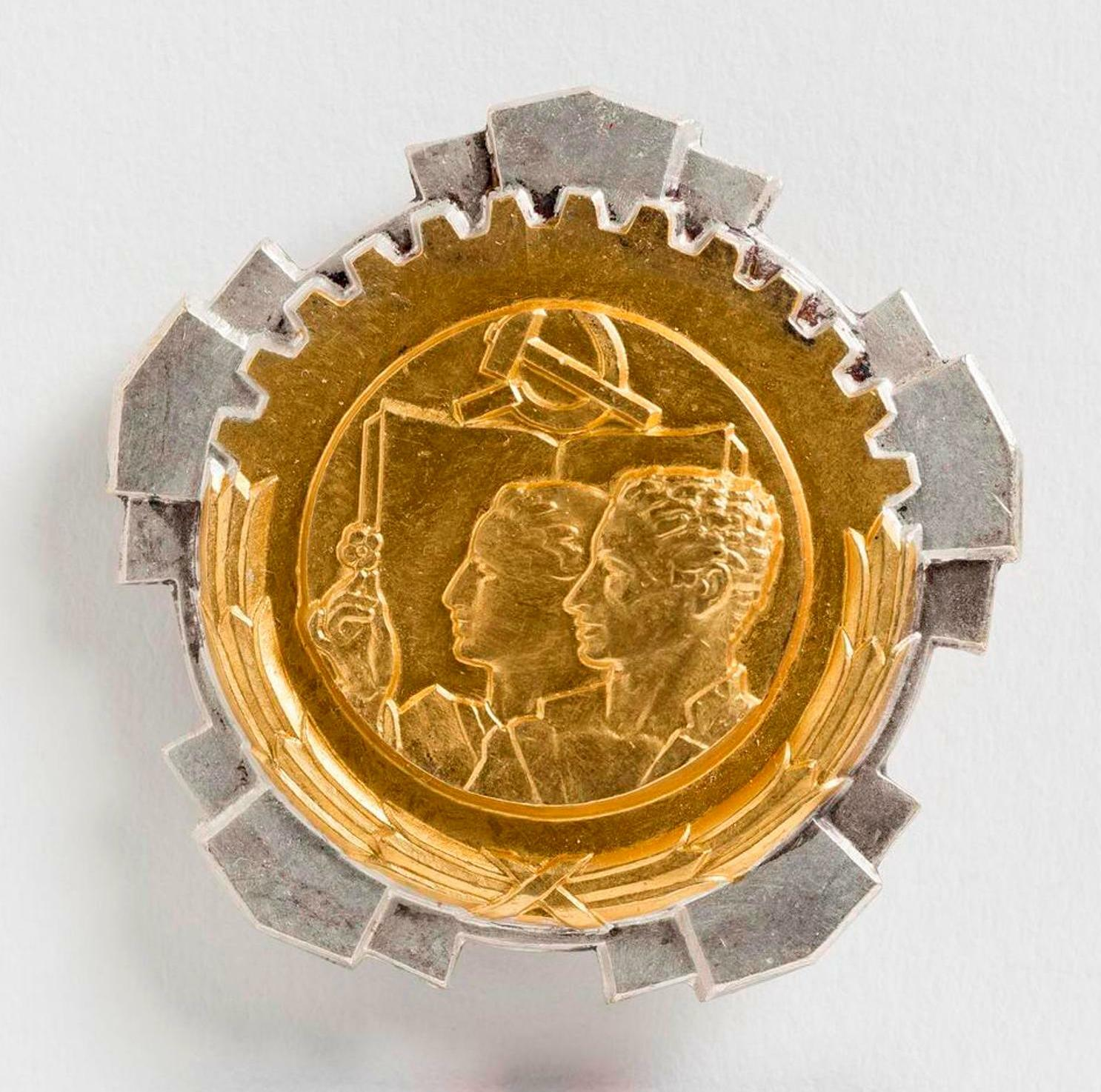
Orden rada sa zlatnim vencem (ordre du Travail, grade II).

Elle devient la première femme urbaniste de Slovénie. Après la guerre, elle travaille en tant qu'urbaniste dans de grandes entreprises de construction en Yougoslavie. Dans les années 1950, elle participe au plan de développement de la région de Pomurje, au nord-est de la Slovénie. Jusqu'à sa retraite en 1969, elle est directrice de l'Institut d'architecture, d'urbanisme et de génie civil de Ljubljana.
Sonja Lapajne Oblak est décédée en 1993 à Ljubljana,.

## Distinctions
- rouge dela II. stopnje (Ordre du Travail, Grade II)
- bratstva rouge dans enotnosti II. stopnje (Ordre de la Fraternité et de l'Unité, deuxième classe)
- Zaslug za ljudstvo rouge (Ordre du mérite du peuple)
- Médaille Commémorative des Partisans de 1941

## Commémoration
Sonia Lapagne Oblak participe à l'exposition To the Fore: Female Pioneers of Slovenian Architecture, Civil Engineering, and Design à la galerie DESSA, Ljubljana en 2017.
En 2018, elle est présentée au premier plan : les femmes pionnières de l'architecture, de la construction et du design slovènes, organisée par l'Académie slovène des sciences, une exposition en plein air le long de la promenade du quai de Crakov. Les 19 autres femmes présentées étaient Darinka Battelino, Alenka Kham Pičman, Janja Lap, Dana Pajnič, Lidija Podbregar, Barbara Rot, Olga Rusanova, Erna Tomšič, Mojca Vogelnik, Vladimira Bratuž, Majda Dobravec Lajovic, Mgada Fornazarič Kocmut, Marta Ivanšek, Nives Kalin. Vehovar, Juta Krulc, Seta Mušič, Dušana Šantel Kanoni, Gizela Šuklje et Branka Tancig Novak.